# Trigo Limpio
Pour les articles homonymes, voir Trigo (homonymie) et Limpio (homonymie).
Trigo Limpio est un ancien groupe de musique espagnol très populaire en Espagne et en Amérique hispanique durant les années 1970 et 1980. Il était formé par Amaya Saizar, Iñaki de Pablo et Luis Carlos Gil. 
Avec le titre Rómpeme, mátame en 1977, ils participent au festival « OTI de la Canción », un concours annuel de chansons organisé entre 1972 et 2000 par les pays membres actifs d'OTI (Organización de Televisión Iberoamericana), une organisation des chaînes de télévision en Amérique latine, en Espagne et au Portugal. En 1980, Trigo Limpio participe au Concours Eurovision de la chanson avec le titre Quédate esta noche (Amaya Saizar ayant abandonné la formation, elle était remplacée par Patricia Fernández). 
La chanson la plus marquante du trio est vraisemblablement María Magdalena, en 1978. Écrite et composée par Juan Carlos Calderón, elle se classe en première place des hit-parades de la majorité des pays latins. Ce titre est d'ailleurs adapté en langue française en 1979 pour la chanteuse Julie Pietri qui en fait également un tube avec un disque d'or à la clé et atteint la 6e place des meilleures ventes,. En 2003, Jessica Marquez fait une reprise de la chanson qui se classe en sixième position du top singles français.

## Discographie
- 1976 - Trigo Limpio
- 1978 - Desde nuestro rincón
- 1980 - Quédate esta noche
- 1981 - Caminando
- 1983 - Como un sueño
- 1985 - Hay cariño
- 1995 - Trigo Limpio - Grandes Éxitos (1976-1986)